# ماريا كاريداد كولون
ماريا كاريداد كولون هي رامية الرمح ‏ كوبية، ولدت في 25 مارس 1958 في Baracoa ‏ في كوبا.

## وصلات خارجية
- ماريا كاريداد كولون على موقع الاتحاد الدولي لألعاب القوى (الإنجليزية)
- ماريا كاريداد كولون على موقع اللجنة الأولمبية الدولية (الإنجليزية)
- ماريا كاريداد كولون على موقع أوليمبيديا (الإنجليزية)